# آر. ترافيس أوسبورن
آر. ترافيس أوسبورن (بالإنجليزية: R. Travis Osborne)‏ هو عالم نفس أمريكي، ولد في 20 أكتوبر 1913 في كوكاو في الولايات المتحدة، وتوفي في 28 مايو 2013 في أثينا في الولايات المتحدة.